# Cattleya neokautskyi
Cattleya neokautskyi är en orkidéart som beskrevs av Van den Berg. Cattleya neokautskyi ingår i släktet Cattleya och familjen orkidéer. Inga underarter finns listade i Catalogue of Life.